# Eparquia de Jagdalpur
A Eparquia de Jagdalpur (Latim:Eparchia Jagdalpurensis) é uma eparquia pertencente a Igreja Católica Siro-Malabar com rito Siro-Malabar. Está localizada no município de Jagdalpur, no estado de Chatisgar, pertencente a Arquidiocese de Raipur na Índia. Foi fundada em 23 de março de 1972 pelo Papa Paulo VI como Exarcado Apostólico de Jagdalpur. Com uma população católica de 11.719 habitantes, sendo 0,3% da população total, possui 24 paróquias com dados de 2020.

## História
Em 23 de março de 1972 o Papa Paulo VI cria o Exarcado Apostólico de Jagdalpur através do território da Prefeitura Apostólica de Raipur. Em 1977 o exarco é elevado a Eparquia de Jagdalpur. Em 2004 a Eparquia de Jagdalpur tem sua província eclesiástica alterada, passando de Bhopal para Raipur. Desde sua fundação em 1972 pertence a Igreja Católica Siro-Malabar, com rito Siro-Malabar.

## Lista de eparcas
A seguir uma lista de eparcas desde a criação do exarco em 1972, em 1977 é elevado a eparquia.
|                                  | Nome                          | Período              | Notas                         |
| Eparcas de Jagdalpur             | Eparcas de Jagdalpur          | Eparcas de Jagdalpur | Eparcas de Jagdalpur          |
| -------------------------------- | ----------------------------- | -------------------- | ----------------------------- |
| 3º                               | Joseph Kollamparampil, C.M.I. | 2013 - atual         |                               |
| 2º                               | Simon Stock Palathara, C.M.I. | 1992 - 2013          |                               |
| 1º                               | Paulinus Jeerakath, C.M.I.    | 1977 - 1990          | Faleceu no cargo              |
| Exarcas apostólicos de Jagdalpur |                               |                      |                               |
| 1º                               | Paulinus Jeerakath, C.M.I.    | 1972 - 1977          | Nomeado eparca dessa eparquia |